# Aškerčeva ulica, Maribor
Danes imenovana Aškerčeva ulica, se je včasih imenovala Carneri Strasse(Carnerijeva cesta) po vitezu Jerneju Carneriju.Poteka od mestnega parka do Kersnikove ulice. Leta 1919 so jo poimenovali Aškerčeva ulica po Antonu Aškercu(1856-1912), ki je bil slovenski pesnik, katoliški duhovnik in ljubljanski arhiva. Med njegove najpomembnejše pesmi sodijo Svetopolkova oporoka, Svetinja, Sloveska legenda, cikel Stara pravda, Moja muza, Mi vstajamo; med baladami pa Mejnik, Godčeva balada, Svadba v Logeh in Pravljica o koscu. Po nemški okupaciji leta 1941 so jo ponovno poimenovali Carneri Strasse, leta 1945 so ji vrnili slovensko ime Aškerčeva ulici. 